# Fine Young Cannibals
Fine Young Cannibals foi uma banda britânica mais conhecida pelos sucessos "She Drives Me Crazy" e "Good Thing", do álbum The Raw and the Cooked, de 1989. Ambas as canções alcançaram o topo das paradas de singles dos Estados Unidos.
Em 1990, a banda venceu dois Brit Awards: melhor grupo britânico e melhor álbum britânico (por The Raw & the Cooked). Seu nome foi retirado do filme All the Fine Young Cannibals, de 1960, estrelado por Robert Wagner e Natalie Wood.